# Mateusz Sawrymowicz
Mateusz Sawrymowicz (Lublin, Polonia; 22 de abril de 1987) es un nadador polaco especializado en pruebas de estilo libre larga distancia, donde consiguió ser campeón mundial en 2007 en los 1500 metros estilo libre.

## Carrera deportiva
En el Campeonato Mundial de Natación de 2007 celebrado en Melbourne ganó la medalla de oro en los 1500 metros estilo libre, con un tiempo de 14:45.94 segundos, por delante del ruso Yuri Prilukov (plata con 14:47.97 segundos) y el británico David Davies.